# Покателло Кід (фільм, 1931)
Покателло Кід (англ. The Pocatello Kid) — американський вестерн режисера Філ Розена 1931 року.

## У ролях
- Кен Мейнард — Покателло Кід / шериф Джим Бледсо
- Тарзан — кінь Покателло
- Марселін Дей — Мері Ларкін
- Річард Крамер — Піт Ларкін
- Чарльз Кінг — Одноокий Тринідад
- Лью Мієн — бандит Блейз
- Рой Бако — заступник
- Боб Барнс — фермер
- Боб Кард — фермер